# ドリーム ホーム 99%を操る男たち
『ドリーム ホーム 99%を操る男たち』（ドリームホーム 99パーセントをあやつるおとこたち、99 Homes）は、2014年のアメリカ合衆国のサスペンス映画。監督はラミン・バーラニ、出演はアンドリュー・ガーフィールドとマイケル・シャノンなど。
リーマン・ショック後のアメリカで住宅ローンの返済不能により家を差し押さえられた男が、家族を守るため悪徳ビジネスに手を染めていく姿を実話に基づいて描いている。
2014年8月末から9月にかけて開催された第71回ヴェネツィア国際映画祭のコンペティション部門に出品された。

## ストーリー
デニス・ナッシュは、母と小学生の息子と3人でフロリダで暮らす無職のシングルファーザー。ある日、不動産ブローカーのリック・カーヴァーに自宅を差し押さえられてしまう。不況で職を失い、住宅ローンを支払えなくなったためだ。
モーテルに引っ越したデニスは必死に職を探すが、なかなか見つからず、途方に暮れる。そんな彼に自分を追い出したカーヴァーが近づいてきて、儲け話を持ちかける。カーヴァーは法の穴をくぐり抜けて、銀行や政府、そしてかつての自分と同じ境遇の人々を巧みに操り、家を差し押さえて大儲けしていた。
デニスは家族の思い出が詰まった家を何としても取り戻そうとするあまり、その話に乗り、母親と息子に真実を言えないまま、人々を破綻させ、大金を稼ぎ、その金で豪邸を購入する。しかしやがて、デニスの本当の仕事を知った母親と息子は彼に反発、家を出て行ってしまう。そして、ついにカーヴァーのやり方に疑問を持ったデニスはある行動に出る。

## キャスト
※括弧内は日本語吹替
- デニス・ナッシュ: アンドリュー・ガーフィールド（福田賢二）
- リック・カーヴァー: マイケル・シャノン（黒澤剛史）
- リン・ナッシュ: ローラ・ダーン（早川舞）
- フランク・グリーン: ティム・ギニー
- コナー・ナッシュ: ノア・ロマックス（英語版）
- デレク: アルバート・ベイツ
- タナー: J・D・エバーモア（英語版）
- タナー夫人: アン・マホーニー
- フリーマン: クランシー・ブラウン

## 作品の評価

### 映画批評家によるレビュー
Rotten Tomatoesによれば、160件の評論のうち高評価は93%にあたる148件で、平均点は10点満点中7.5点、批評家の一致した見解は「力強い演技と緊張感で勢いづけられ、根気強く構築された物語である『ドリーム ホーム 99%を操る男たち』は、現代経済の寓話であり、その正義の怒りは知性と同情にマッチしている。」となっている。
Metacriticによれば、31件の評論のうち、高評価は27件、賛否混在は4件、低評価はなく、平均点は100点満点中76点となっている。

### 受賞歴
- 第71回ヴェネツィア国際映画祭SIGNIS賞特別表彰（ラミン・バーラニ（英語版））[7]
- 第41回ロサンゼルス映画批評家協会賞助演男優賞（マイケル・シャノン）[8]
- サンフランシスコ映画批評家協会賞助演男優賞（マイケル・シャノン）[9]